# Böhmisch-Mährische Transversalbahn

Die Streckenabschnitte der Böhmisch-Mährischen Transversalbahn

Die Böhmisch-Mährische Transversalbahn war eine vom österreichischen Staat erbaute Eisenbahnverbindung in Böhmen und Mähren. Sie verlief von der damaligen ungarischen Grenze am Vlarapass bei Uherské Hradiště (Ungarisch Hradisch) nach Domažlice (Taus) und hatte dort Anschluss an bayerische Strecken.

## Geschichte
Am 25. November 1883 wurde per Gesetz die Herstellung der Böhmisch-Mährischen Transversalbahn angeordnet: „Behufs Herstellung einer Eisenbahnverbindung von der ungarischen Landesgränze in der Richtung von Ungarisch Hradisch, Brünn, Iglau durch Böhmen bis an die bayerische Gränze (böhmisch-mährische Transversalbahn) sind die noch fehlenden Strecken derselben nach und nach auf Staatskosten herzustellen...“
Für den Bau der Böhmisch-Mährischen Transversalbahn konnten vor allem im mährischen Abschnitt schon vorhandene Strecken verschiedener Privatbahngesellschaften mitbenutzt werden. In Südböhmen war dagegen die Erstellung mehrerer längerer Neubauabschnitte nötig.
Die 163 Kilometer lange Strecke vom Vlarapass über Brünn bis Okříschko errichtete die priv. Österreichisch-ungarische Staatseisenbahngesellschaft (StEG) in den Jahren 1886/1888 in eigener Regie. Der österreichische Staat sicherte sich hierfür ein Streckennutzungsrecht („Peage“).
Die Gesamtstrecke war am 21. November 1889 fertiggestellt. Den Betrieb der Strecken führten die k.k. Staatsbahnen (kkStB).

## Die Strecken

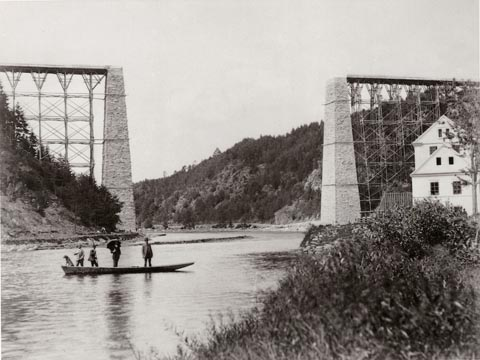
Moldaubrücke im Bau (1889)

- Veselí nad Lužnicí–Jihlava (92,328 km): * 3. November 1887
- Horní Cerekev–Tábor (69,437 km): * 16. Dezember 1888
- Tábor–Písek (59,779 km): * 21. November 1889
- Putím–Ražice (3,573 km): * 21. November 1889
- Horažďovice předměstí–Klatovy (58,5 km): * 1. Oktober 1888
- Janovice nad Úhlavou–Domažlice (31,680 km): * 1. Oktober 1888